# Славянск
Славянск (произношение Славя́нск или Сла́вянск;на украински: Слов'я́нськ) е град от областно значение в Донецка област, Украйна. Административен център е на Славянски район, но не влиза в неговия състав. Част е от Краматорската агломерация. Населението му през 2021 г. е 106 972 души.
Разположен е в карстов район със солени езера, най-големите от които са Слепное, Рапное, Вейсово. На дъното на някои от тях има отлагания от лечебна кал, предимно от сулфиди. На ез. Рапное се намира известният калолечебен Славянски курорт, открит през 1832 година.
Градът е транспортен възел на Донбас и е сред най-старите калолечебни курортни центрове на Украйна. От 19 април 2011 година е курорт от държавно значение.

## История
Основан е по указ на цар Алексей като гранично укрепление против кримски набези на южните покрайнини на Русия през 1645 година. Първоначално крепостта носи името Тор, а сегашното си наименование Славянск и статут на град получава през 1794 година.

## Население

### Етнически състав
Численост и дял на етническите групи според преброяването на населението през 2001 г. (над 30 души):
| Етническа група              | Численост | Дял (в %) |
| Общо                         | 122 575   | 100,00    |
| Украинци                     | 90 002    | 73,42     |
| Руснаци                      | 28 316    | 23,10     |
| Турци                        | 709       | 0,57      |
| Беларуси                     | 641       | 0,52      |
| Арменци                      | 539       | 0,43      |
| Гърци                        | 288       | 0,23      |
| Цигани                       | 275       | 0,22      |
| Азербайджанци                | 180       | 0,14      |
| Евреи                        | 163       | 0,13      |
| Молдовани                    | 135       | 0,11      |
| Татари                       | 128       | 0,10      |
| Грузинци                     | 116       | 0,09      |
| Асирийци                     | 112       | 0,09      |
| Германци                     | 102       | 0,08      |
| Поляци                       | 85        | 0,06      |
| Мордовци                     | 48        | 0,03      |
| Българи                      | 38        | 0,03      |
| Други и не самоопределили се | 800       | 0,65      |

## Галерия
- Железопътната гара през 2014 г.
- Плаж на солено езеро през 2011 г.

## Побратимени градове
- Магдебург (Германия)